# 홍춘식
홍춘식(1921년 1월 11일~2014년 7월 30일)은 대한민국의 정치인이다. 제5대 국회의원을 지냈다.

## 역대 선거 결과
|  | 29.66% |

|  | 25.54% |

|  | 22.40% |